# Anna Karlsohn
Anna Margareta Karlsohn, född 10 mars 1852 i Gällstads socken, Älvsborgs län, död 27 november 1935 i Vasastan, Stockholm, kyrkbokförd i Hovförsamlingen, var en svensk operasångare (sopran).
Karlsohn utbildades vid Konservatoriet och var därefter anställd vid Stockholmsoperan 1879–1912, där hon särskilt vann erkännande i byxroller som Cherubin i Figaros bröllop och Siebel i Faust men även som koloratursångare som Rosina i Barberaren i Sevilla och Philine i Mignon.